# Aureobasidium apocryptum
Aureobasidium apocryptum är en svampart som först beskrevs av Ellis & Everh., och fick sitt nu gällande namn av Herm.-Nijh. 1977. Aureobasidium apocryptum ingår i släktet Aureobasidium och familjen Dothioraceae.   Inga underarter finns listade i Catalogue of Life.